# Ренато Бодіні
Ренато Бодіні (італ. Renato Bodini, 6 жовтня 1909, Кремона — 23 серпня 1974, Рим) — італійський футболіст, що грав на позиції захисника. По завершенні ігрової кар'єри — тренер.
Виступав, зокрема, за клуби «Кремонезе», «Рома», «Самп'єрдаренезе» та «Лігурія».

## Ігрова кар'єра
У дорослому футболі дебютував 1927 року виступами за команду «Кремонезе», в якій провів три сезони, взявши участь у 48 матчах чемпіонату.
Своєю грою за цю команду привернув увагу представників тренерського штабу клубу «Рома», до складу якого приєднався 1930 року. Відіграв за «вовків» наступні п'ять сезонів своєї ігрової кар'єри. Був основним захисником клубу, граючи в парі з Маріо Де Мікелі. В 1931 році команда стала срібним призером чемпіонату, поступившись у турнірній таблиці лише «Ювентусу». Клуб став найрезультативнішим у лізі, забивши 87 голів («Юіентус» забив 79), а також найменше пропустив голів у свої ворота — 31.
Того ж року «Рома» дебютувала в Кубку Мітропи. В чвертьфіналі команда перемогла чехословацьку «Славію» (1:1, 2:1). У першому півфінальному матчі в Римі проти австрійської «Вієнни» Лудуенья відкрив рахунок на 3-й хвилині матчу, але його команда у підсумку поступилась з рахунком 2:3. У другому поєдинку римський клуб вдруге програв (1:3) і вибув зі змагань.
Також у складі «Роми» ставав бронзовим призером чемпіонату Італії в 1932 році.
В 1935 році перейшов у команду «Самп'єрдаренезе», де провів два сезони, також будучи гравцем основного складу. Сезон 1937/38 провів у команді «Мілан», де не зумів закріпитись. Перейшов у команду «Лігурія», у складі якої відіграв ще два повних сезони у Серії А.
Згодом з 1940 по 1942 рік грав у складі команд «Савона» та «Луккезе-Лібертас», що виступали у Серії В.
Завершив ігрову кар'єру в команді «Кремонезе», у складі якої вже виступав раніше. Повернувся до неї 1942 року, захищав її кольори до припинення виступів на професійному рівні у 1943.

## Кар'єра тренера
Розпочав тренерську кар'єру, ще продовжуючи грати на полі, 1941 року, очоливши тренерський штаб клубу «Луккезе-Лібертас».
1943 року став головним тренером команди «Кремонезе», тренував кремонську команду один рік. Згодом протягом 1945—1946 років очолював тренерський штаб клубу «П'яченца». А в 1946—1947 — «Мантову».
1949 року повернувся в клуб «Кремонезе». Залишив кремонську команду 1951 року, очоливши того ж року «Ачиреале».
В 1954 році деякий час входив до тренерського штабу клубу «Рома»
Протягом тренерської кар'єри також очолював команди «Больцано», «Сієна», «Рапалло», «Бонденезе» та «Реджина». Також тренував збірну Італії серед військових.
Помер 23 серпня 1974 року на 65-му році життя у місті Рим.

### Статистика виступів у кубку Мітропи
| №                      | Розіграш               | Стадія                 | Дата та місце проведення | Команда 1              | Рахунок | Команда 2      | Голи та інші дії |
| ---------------------- | ---------------------- | ---------------------- | ------------------------ | ---------------------- | ------- | -------------- | ---------------- |
| 1                      | 1931                   | 1/4                    | 4.07.1936, Прага         | Славія (Прага)         | 1:1     | Рома           |                  |
| 2                      | 1931                   | 1/4                    | 12.07.1936, Рим          | Рома                   | 2:1     | Славія (Прага) |                  |
| 3                      | 1931                   | 1/2                    | 20.09.1931, Рим          | Рома (Рим)             | 2:3     | Ферст Вієнна   |                  |
| 4                      | 1931                   | 1/2                    | 24.09.1931, Відень       | Ферст Вієнна           | 3:1     | Рома (Рим)     |                  |
| Всього у кубку Мітропи | Всього у кубку Мітропи | Всього у кубку Мітропи | Всього у кубку Мітропи   | Всього у кубку Мітропи | 4       |                | 0                |

## Титули і досягнення
- Срібний призер Чемпіон Італії (1):

«Рома»: 1930–1931
- Бронзовий призер Чемпіон Італії (1):

«Рома»: 1931–1932